# 浦川大将
浦川 大将（うらかわ ひろまさ、1997年3月7日 - 2025年8月9日）は、日本の元プロボクサー。東京都葛飾区出身。帝拳ボクシングジムに所属していた。

## 来歴

### プロキャリア
2018年3月3日、東京都の後楽園ホールで安蘇秀一（元気）とライト級4回戦を行い、4回3-0（40-36×3）の判定勝ちを収め、プロデビュー戦を白星で飾った。
2018年7月7日、東京都の後楽園ホールで藤﨑光志（M.T）とライト級4回戦を行い、初回1分TKO勝ちを収めた。
2019年5月4日、東京都の後楽園ホールで坂久保拓紀（京浜川崎）とライト級4回戦を行い、2回2分9秒TKO勝ちを収めた。
2019年7月31日、東京都の後楽園ホールで齋藤眞之助（石川ジム立川）と2019年度東日本ライト級新人王予選を行い、プロ初黒星となる4回0-3（36-40×2、37-39）の判定負けを喫し、敗退した。
2019年12月7日、東京都の後楽園ホールで松岡蓮（浜松堀内）とライト級4回戦を行い、2回1分13秒KO勝ちを収めた。
2020年9月24日、東京都の後楽園ホールで相澤祐貴（RK蒲田）と2020年度東日本ライト級新人王予選を行い、3回18秒TKO勝ちを収め、準決勝に進出した。
2020年11月6日、東京都の後楽園ホールで田中利樹（横浜光）と2020年度東日本ライト級新人王準決勝を行い、3回1分2秒の負傷判定3-0（30-28×2、30-27）の判定勝ちを収め、決勝に進出した。
2021年2月21日、東京都の後楽園ホールで戸川叡二（姫路木下）と2020年度全日本ライト級新人王決定戦を行い、5回3-0（49-46×2、48-47）の判定勝ちを収め新人王の獲得に成功した。
2022年8月6日、東京都の後楽園ホールでピーラパン・ジャッカンとライト級6回戦を行い、4回23秒TKO勝ちを収めた。
2023年2月4日、東京都の後楽園ホールで齋藤眞之助（石川ジム立川）とライト級8回戦で再戦し、2回2分54秒TKO勝ちを収め初黒星となった雪辱を果たした。
2023年11月4日、東京都の後楽園ホールで三代大訓（横浜光）と日本ライト級挑戦者決定戦を行い、8回0-3（74-78×2、73-79）の判定負けを喫した。
2024年4月30日、東京都の後楽園ホールで神足茂利（M.T）とライト級8回戦を行い、6回1分52秒TKO勝ちを収めた。
2024年10月5日、東京都の後楽園ホールで村上雄大（角海老宝石）と日本ライト級挑戦者決定戦を行い、8回判定1-2（75-77×2、77-75）の判定負けを喫した。

### リング禍により死去
2025年8月2日、東京都の後楽園ホールで日本ライト級挑戦者決定戦に出場し、日本ライト級5位の齊藤陽二（29＝角海老宝石）と対戦し、8回TKO負けを喫した。強烈な右ストレートを被弾して背中からダウンした際にキャンバスに後頭部を打ちつけて失神し、試合後に都内の病院に救急搬送された。検査で脳出血が確認され急性硬膜下血腫と診断されたため、緊急開頭手術を受けた。浦川は術後も意識不明の状態が続き経過観察中であったが、意識を回復することなく、同9日22時31分、死亡した。28歳没。この日の興行では東洋太平洋スーパーフェザー級タイトルマッチに出場した神足茂利も、試合後に意識を喪失して病院に搬送され、急性硬膜下血腫で開頭手術を受けたが、6日後の同8日に死亡している。日本で同日の同一興行で2名の選手がリング禍により開頭手術を受け、なおかつ死亡した事例はみられず、海外でも稀有なケースであるという。浦川の葬儀は同月16日、東京都荒川区の町屋斎場で執り行われた。

## 人物・エピソード
- 趣味は将来を妄想すること。
- 憧れのボクサーはホルヘ・リナレス、尾川堅一[12]

## 戦績
- プロボクシング：14戦 10勝 (7KO) 4敗

| 戦           | 日付          | 勝敗 | 時間    | 内容         | 対戦相手                   | 国籍 | 備考                               |
| ------------ | ------------- | ---- | ------- | ------------ | -------------------------- | ---- | ---------------------------------- |
| 1            | 2018年3月3日  | ☆    | 4R      | 判定 3-0     | 安蘇秀一（元気）           | 日本 | プロデビュー戦                     |
| 2            | 2018年7月7日  | ☆    | 1R 1:00 | TKO          | 藤﨑光志（M.T）            | 日本 |                                    |
| 3            | 2019年5月4日  | ☆    | 2R 2:09 | TKO          | 坂久保拓紀（京浜川崎）     | 日本 |                                    |
| 4            | 2019年7月31日 | ★    | 4R      | 判定 0-3     | 齋藤眞之助（石川ジム立川） | 日本 | 2019年度東日本ライト級新人王予選   |
| 5            | 2019年12月7日 | ☆    | 2R 1:13 | KO           | 松岡蓮（浜松堀内）         | 日本 |                                    |
| 6            | 2020年9月24日 | ☆    | 3R 0:18 | TKO          | 相澤祐貴（RK蒲田）         | 日本 | 2020年度東日本ライト級新人王予選   |
| 7            | 2020年11月6日 | ☆    | 3R 1:02 | 負傷判定 3-0 | 田中利樹（横浜光）         | 日本 | 2020年度東日本ライト級新人王準決勝 |
| 8            | 2021年2月21日 | ☆    | 5R      | 判定 3-0     | 戸川叡二（姫路木下）       | 日本 | 2020年度全日本ライト級新人王決定戦 |
| 9            | 2022年8月6日  | ☆    | 4R 0:23 | TKO          | ピーラパン・ジャッカン     | タイ |                                    |
| 10           | 2023年2月4日  | ☆    | 2R 2:54 | TKO          | 齋藤眞之助（石川ジム立川） | 日本 |                                    |
| 11           | 2023年11月4日 | ★    | 8R      | 判定 0-3     | 三代大訓（横浜光）         | 日本 | 日本ライト級挑戦者決定戦           |
| 12           | 2024年4月30日 | ☆    | 6R 1:52 | TKO          | 神足茂利（M.T）            | 日本 |                                    |
| 13           | 2024年10月5日 | ★    | 8R      | 判定 1-2     | 村上雄大（角海老宝石）     | 日本 | 日本ライト級挑戦者決定戦           |
| 14           | 2025年8月2日  | ★    | 8R 2:12 | TKO          | 齊藤陽二（角海老宝石）     | 日本 | 日本ライト級挑戦者決定戦           |
| テンプレート |               |      |         |              |                            |      |                                    |

## 獲得タイトル
- 2020年度全日本ライト級新人王